# L'albergo delle sorprese (film 1929)
L'albergo delle sorprese (Synthetic Sin) è un film del 1929, diretto da William A. Seiter. Interpretato da Colleen Moore, il film fu distribuito dalla First National Pictures il 6 gennaio 1929.

## Trama
Betty, un'aspirante attrice, si rende conto che il suo debutto locale è stato un enorme flop. Decidendo di non aver avuto abbastanza esperienze nella sua vita per poter essere una buona attrice, si reca nella capitale in cerca di esperienze al cardiopalma...

## Produzione
Prodotto dalla First National Pictures.

## Distribuzione
Il film fu distribuito dalla First National Pictures che lo fece uscire nelle sale statunitensi il 6 gennaio 1929.

### Data di uscita
- USA: 6 gennaio 1929
- Finlandia: 14 febbraio 1930[1]